# 宋鸿喜
宋鸿喜（1965年5月—），男，汉族，中华人民共和国军事人物，中国人民解放军少将，现任中共福建省委常委，福建省军区政治委员、党委书记。